# Liste des gares du chemin de fer Nord-Sud du Vietnam
 (janvier 2022).
Si vous disposez d'ouvrages ou d'articles de référence ou si vous connaissez des sites web de qualité traitant du thème abordé ici, merci de compléter l'article en donnant les références utiles à sa vérifiabilité et en les liant à la section « Notes et références ».
Cette page est une annexe de l'article « Chemin de fer Nord-Sud du Viêt Nam ».
La liste des gares du chemin de fer Nord-Sud du Vietnam recense les gares situées sur cette ligne.
| Gare                   | Distance (km) |
| ---------------------- | ------------- |
| Gare de Hanoï          | 0             |
| Gare de Giap Bat       | 5             |
| Gare de Van Dien       | 9             |
| Gare de Thuong Tin     | 18            |
| Gare de Cho Tia        | 25            |
| Gare de Phu Xuyen      | 34            |
| Gare de Dong Van       | 45            |
| Gare de Phu Ly         | 56            |
| Gare de Binh Luc       | 67            |
| Gare de Cau Ho         | 73            |
| Gare de Dang Xa        | 81            |
| Gare de Nam Sinh       | 87            |
| Gare de Nui Goi        | 101           |
| Gare de Cat Sang       | 108           |
| Gare de Ninh Binh      | 115           |
| Gare de Cau Yen        | 120           |
| Gare de Ghenh          | 125           |
| Gare de Dong Giao      | 134           |
| Gare de Bim Son        | 142           |
| Gare de Do Len         | 152           |
| Gare de Nghia Trang    | 161           |
| Gare de Thanh Hoa      | 175           |
| Gare de Yen Thai       | 187           |
| Gare de Minh Khoi      | 197           |
| Gare de Thi Long       | 207           |
| Gare de Van Trai       | 219           |
| Gare de Khoa Truong    | 229           |
| Gare de Truong Lam     | 238           |
| Gare de Hoang Mai      | 246           |
| Gare de Cuu Giat       | 261           |
| Gare de Yen Ly         | 272           |
| Gare de Cho Si         | 279           |
| Gare de My Ly          | 291           |
| Gare de Quan Hanh      | 308           |
| Gare de Vinh           | 319           |
| Gare de Yen Xuan       | 330           |
| Gare de Cho Thuong     | 338           |
| Gare de Duc Lac        | 345           |
| Gare de Yen Due        | 351           |
| Gare de Hoa Duyet      | 358           |
| Gare de Thanh Luyen    | 370           |
| Gare de Chu Le         | 381           |
| Gare de Huong Pho      | 387           |
| Gare de Phuc Trach     | 390           |
| Gare de La Khe         | 404           |
| Gare de Tan Ap         | 409           |
| Gare de Kim Lu         | 426           |
| Gare de Dong Le        | 436           |
| Gare de Ngoc Lam       | 450           |
| Gare de Lac Son        | 459           |
| Gare de Minh Le        | 482           |
| Gare de Ngan Son       | 489           |
| Gare de Tho Loc        | 499           |
| Gare de Phuc Tu        | 511           |
| Gare de Dong Hoi       | 522           |
| Gare de Le Ky          | 529           |
| Gare de Long Dai       | 539           |
| Gare de My Duc         | 551           |
| Gare de Phu Hoa        | 558           |
| Gare de My Trach       | 565           |
| Gare de Thuong Lam     | 572           |
| Gare de Sa Lung        | 588           |
| Gare de Tien An        | 599           |
| Gare de Ha Thanh       | 609           |
| Gare de Dong Ha        | 622           |
| Gare de Quang Tri      | 634           |
| Gare de Dien Xanh      | 646           |
| Gare de My Chanh       | 652           |
| Gare de Pho Trach      | 660           |
| Gare de Hien Si        | 671           |
| Gare de Van Xa         | 678           |
| Gare de Huê            | 688           |
| Gare de Huong Thuy     | 689           |
| Gare de Truoi          | 715           |
| Gare de Cau Hai        | 729           |
| Gare de Thua Lua       | 742           |
| Gare de Lang Co        | 755           |
| Gare de Hai Van Bac    | 761           |
| Gare de Hai Van Nam    | 772           |
| Gare de Kim Lien       | 777           |
| Gare de Thanh Khe      | 788           |
| Gare de Danang         | 791           |
| Gare de Le Trach       | 804           |
| Gare de Nong Son       | 814           |
| Gare de Tra Kieu       | 825           |
| Gare de Phu Cang       | 842           |
| Gare de An My          | 857           |
| Gare de Tam Ky         | 864           |
| Gare de Diem Pho       | 879           |
| Gare de Nui Thanh      | 890           |
| Gare de Tri Binh       | 901           |
| Gare de Binh Son       | 909           |
| Gare de Dai Loc        | 920           |
| Gare de Quang Ngai     | 928           |
| Gare de Hoa Vinh Tay   | 940           |
| Gare de Mo Duc         | 948           |
| Gare de Thach Tru      | 958           |
| Gare de Duc Pho        | 968           |
| Gare de Thuy Thach     | 977           |
| Gare de Sa Huynh       | 991           |
| Gare de Tam Quan       | 1 004         |
| Gare de Bong Son       | 1 017         |
| Gare de Van Phu        | 1 033         |
| Gare de Khanh Phuoc    | 1 060         |
| Gare de Phu Cat        | 1 070         |
| Gare de Binh Dinh      | 1 085         |
| Gare de Dieu Tri       | 1 096         |
| Gare de Tan Vinh       | 1 111         |
| Gare de Van Canh       | 1 123         |
| Gare de Phuoc Lanh     | 1 139         |
| Gare de La Hai         | 1 154         |
| Gare de Chi Thanh      | 1 170         |
| Gare de Hoa Da         | 1 184         |
| Gare de Tuy Hoa        | 1 197         |
| Gare de Dong Tac       | 1 202         |
| Gare de Phu Hiep       | 1 211         |
| Gare de Hao Son        | 1 220         |
| Gare de Dai Lanh       | 1 232         |
| Gare de Tu Bong        | 1 243         |
| Gare de Gia            | 1 254         |
| Gare de Hoa Huynh      | 1 270         |
| Gare de Ninh Hoa       | 1 281         |
| Gare de PhongThanh     | 1 287         |
| Gare de Luong Son      | 1 303         |
| Gare de Nha Trang      | 1 315         |
| Gare de Cay Cay        | 1 329         |
| Gare de Hoa Tan        | 1 341         |
| Gare de Suoi Cat       | 1 351         |
| Gare de Nga Ba         | 1 364         |
| Gare de Ca Rom         | 1 382         |
| Gare de Thap Cham      | 1 408         |
| Gare de Ca Na          | 1 436         |
| Gare de Vinh Hao       | 1 454         |
| Gare de Song Long Song | 1 466         |
| Gare de Song Mao       | 1 482         |
| Gare de Chau Hanh      | 1 494         |
| Gare de Song Luy       | 1 506         |
| Gare de Long Thanh     | 1 523         |
| Gare de Ma Lam         | 1 533         |
| Gare de Muong Man      | 1 551         |
| Gare de Suoi Van       | 1 568         |
| Gare de Song Phan      | 1 583         |
| Gare de Song Dinh      | 1 596         |
| Gare de Suoi Kiet      | 1 603         |
| Gare de Gia Huynh      | 1 614         |
| Gare de Trang Tao      | 1 620         |
| Gare de Gia Rai        | 1 631         |
| Gare de Bao Chanh      | 1 640         |
| Gare de Xuan Loc       | 1 649         |
| Gare de Dau Giay       | 1 661         |
| Gare de Trang Bom      | 1 678         |
| Gare de Ho Nai         | 1 688         |
| Gare de Bien Hoa       | 1 698         |
| Gare de Di An          | 1 707         |
| Gare de Song Than      | 1 711         |
| Gare de Thu Duc        | 1 714         |
| Gare de Go Vap         | 1 722         |
| Gare de Saïgon         | 1 726         |